# 市立体育館前停留場
市立体育館前停留場（しりつたいいくかんまえていりゅうじょう）は、熊本県熊本市中央区水前寺公園、出水一丁目にある熊本市交通局（熊本市電）の電停。熊本洋学校教師館ジェーンズ邸の最寄であることからジェーンズ邸前の副名称がある。停留所番号は19。A系統・B系統が停車する。熊本市総合体育館は当電停より400mの距離にある。

## 利用可能な路線
熊本市交通局
- 健軍線 - ■A系統・■B系統

## 歴史

### 年表
- 1945年（昭和20年）5月24日：砂取駅として開業。
- 1958年（昭和33年）：体育館前駅に改称。
- 1964年（昭和39年） - 1969年（昭和44年）頃：市立体育館前停留場に改称。

### 停留場名の由来
元々当地にあった「熊本市体育館」（通称：水前寺体育館）にちなむ。
備考
- 1999年（平成11年）9月の台風18号で損壊により閉鎖、後に解体後は整備され公園になる。

## 停留場構造
- 相対式2面2線であり、これまでは歩道橋からのみアクセス可能だったが、2012年2月に歩道橋が撤去され、ホームの水前寺公園電停寄りに信号機付き横断歩道が設置された。

商業高校前電停側に折り返し設備があったが、2018年4月に国府～新水前寺駅前電停間に折り返し設備を新たに設置された為に機能停止となり、撤去された。
- 1970年代まで「旧・水前寺体育館」に引込み線があって、折り返しの電車や散水車が待機していた。

| のりば | 路線           | 方向 | 行先                                                 |
| ------ | -------------- | ---- | ---------------------------------------------------- |
| 西側   | ■A系統         | 上り | 新水前寺駅前・通町筋・辛島町・熊本駅前・田崎橋方面   |
| 西側   | ■B系統         | 上り | 新水前寺駅前・通町筋・辛島町・本妙寺入口・上熊本方面 |
| 東側   | ■A系統・■B系統 | 下り | 動植物園入口・健軍町方面                             |

## 利用状況
| 1日乗降人員推移 | 1日乗降人員推移 |
| 年度            | 1日平均人数     |
| --------------- | --------------- |
| 2011年          | 657             |
| 2012年          | 739             |
| 2013年          | 872             |
| 2014年          | 951             |
| 2015年          | 957             |

## 停留場周辺

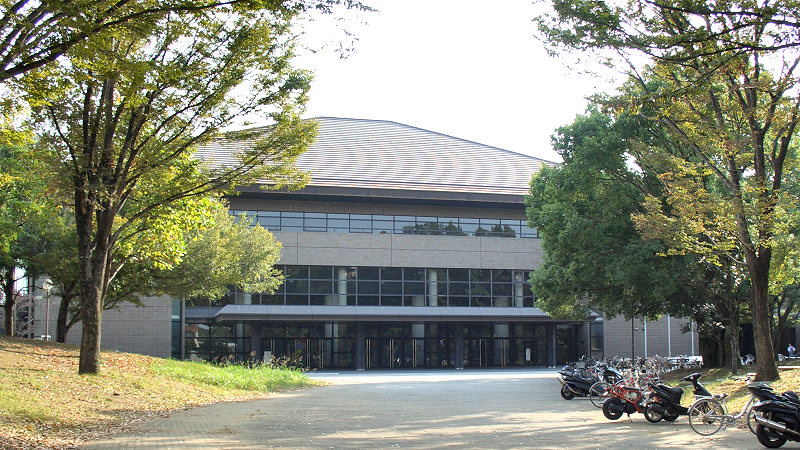
熊本市総合体育館・青年会館

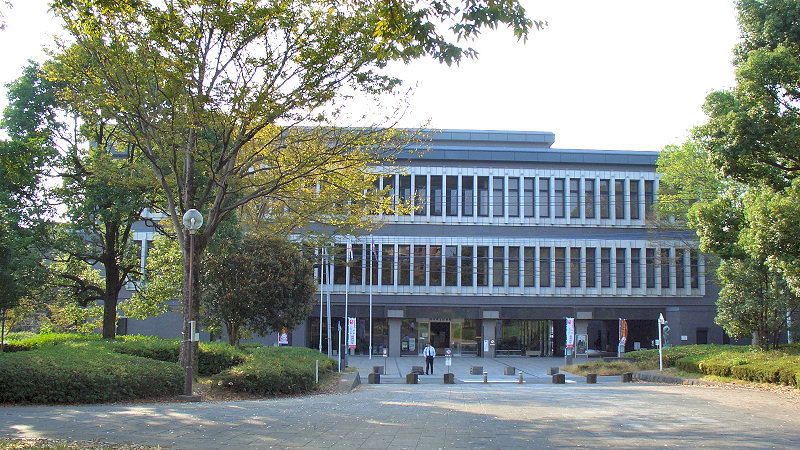
熊本県立図書館

- 水前寺江津湖公園水前寺地区 - 水前寺体育館（旧熊本市立体育館）跡地
- 熊本洋学校教師館ジェーンズ邸（熊本県指定重要文化財、くまもとアートポリス選定既存建造物）
- ナースパワーアリーナ（熊本市総合体育館・青年会館）
- 熊本県立図書館
- 水前寺江津湖公園出水地区

以下は当電停から徒歩5 - 10分圏内にある。　
- 熊本県庁舎
- 熊本県警察本部
- 上江津湖（かみえずこ、水前寺江津湖公園上江津地区）
- 熊本市上下水道局（くまもとアートポリス選定既存建造物）
- 夏目漱石第3旧居
- ヨネザワ本社

## バス路線
- 水前寺公園前・県立図書館入口 （水前寺公園前とは別のバス停）
  - 産交バス
  - 熊本バス
  - 電鉄バス
  - 熊本都市バス

## 隣の停留場
熊本市交通局
■A系統・■B系統（健軍線）
水前寺公園電停 (18) - 市立体育館前電停 (19) - 商業高校前電停 (20)